# Самводзе
Самводзе (пол. Samwodzie) — село в Польщі, у гміні Козениці Козеницького повіту Мазовецького воєводства.
Населення — 232 особи (2011).
У 1975—1998 роках село належало до Радомського воєводства.

## Демографія
Демографічна структура станом на 31 березня 2011 року:
|          | Загалом | Допрацездатний вік | Працездатний вік | Постпрацездатний вік |
| -------- | ------- | ------------------ | ---------------- | -------------------- |
| Чоловіки | 106     | 14                 | 79               | 13                   |
| Жінки    | 126     | 26                 | 70               | 30                   |
| Разом    | 232     | 40                 | 149              | 43                   |